# Servon-Melzicourt
Servon-Melzicourt är en kommun i departementet Marne i regionen Grand Est (tidigare regionen Champagne-Ardenne) i nordöstra Frankrike. Kommunen ligger i kantonen Ville-sur-Tourbe som tillhör arrondissementet Sainte-Menehould. År 2022 hade Servon-Melzicourt 89 invånare.

## Befolkningsutveckling
Antalet invånare i kommunen Servon-Melzicourt
| Referens: INSEE |